# België op de Paralympische Zomerspelen 2004
België nam deel aan de Paralympische Zomerspelen 2004 in Athene, Griekenland. 

## Medailleoverzicht
| Sport        | Olympiër            | Discipline                 | Medaille |
| ------------ | ------------------- | -------------------------- | -------- |
| Tafeltennis  | Mathieu Loicq       | Individueel Klasse 8 (m)   | Goud     |
| Wielersport  | Dirk Boon           | weg tijdrit CP Div 1/2 (m) | Goud     |
|              |                     |                            |          |
| Atletiek     | Gino De Keersmaeker | Discuswerpen F42 (m)       | Zilver   |
| Tafeltennis  | Marc Ledoux         | Individueel Klasse 8(m)    | Zilver   |
|              |                     |                            |          |
| Atletiek     | Kurt Van Raefelghem | vijfkamp P13 (m)           | Brons    |
| Paardensport | Bert Vermeir        | Vrije kür Graad III (m)    | Brons    |

## Deelnemers en resultaten
(m) = mannen, (v) = vrouwen,  (g) = gemengd

### Atletiek
| Paralympiër         | Onderdeel            | Resultaat | Prestatie      |
| ------------------- | -------------------- | --------- | -------------- |
| Benny Govaerts      | 1500 m T37 (m)       | 7         | 4:45.86 s      |
| Benny Govaerts      | 800 m T37 (m)        | dnf       | niet gefinisht |
| Gino De Keersmaeker | Kogelstoten F42 (m)  | 6         | 11.93 m        |
| Gino De Keersmaeker | Discuswerpen F42 (m) | Zilver    | 45.34 m        |
| Kurt Van Raefelghem | Verspringen F12 (m)  | 15        | 6.35 m         |
| Kurt Van Raefelghem | vijfkamp P13 (m)     | Brons     | 2758 pt        |

### Paardensport
| Paralympiër  | Onderdeel                | Resultaat | Prestatie |
| ------------ | ------------------------ | --------- | --------- |
| Jos Knevels  | Verplichte kür Graad IV  | 10        | 63.613 pt |
| Jos Knevels  | Vrije kür Graad IV       | 7         | 72.091 pt |
| Bert Vermeir | Verplichte kür Graad III | 4         | 70.960 pt |
| Bert Vermeir | Vrije kür Graad III      | Brons     | 74.722 pt |

### Rugby
| Paralympiër | Onderdeel | Resultaat | Prestatie |
| --- | --------- | --------- | --------- |
| Ludwig Budeners Koen Delen Peter Genijn Christophe Hindricq Lars Mertens Guy Michem Bob Vanacker Ronny Verhaegen | Gemengd   |           |           |

### Schietsport
| Paralympiër        | Onderdeel                   | Resultaat | Prestatie |
| ------------------ | --------------------------- | --------- | --------- |
| Luc Dessart        | Luchtgeweer liggend SH2 (g) | 16        | 596 pt    |
| Luc Dessart        | Luchtgeweer staand SH2 (g)  | 13        | 591 pt    |
| Hans Peter Stamper | Luchtgeweer liggend SH2 (g) | 22        | 593 pt    |
| Hans Peter Stamper | Luchtgeweer staand SH2 (g)  | 19        | 589 pt    |
| Jan Boonen         | luchtpistool SH1 (m)        | 5         | 563 pt    |
| Jan Boonen         | Vrij pistool SH1 (g)        | 10        | 518 pt    |
| Jan Boonen         | Sportpistool SH1 (g)        | 11        | 555 pt    |

### Tafeltennis
| Paralympiër     | Onderdeel                | Resultaat            | Prestatie |
| --------------- | ------------------------ | -------------------- | --------- |
| Dimitri Ghion   | Individueel Klasse 4 (m) | kwartfinales         |           |
| Mathieu Loicq   | Individueel Klasse 8 (m) | Goud                 |           |
| Marc Ledoux     | Individueel Klasse 8 (m) | Zilver               |           |
| Nico Vergeylen  | Individueel Klasse 8 (m) | kwartfinales         |           |
|                 |                          |                      |           |
| Myriam Muylaert | Individueel Klasse 9 (v) | 4de in de groepsfase |           |

### Wielersport
| Paralympiër | Onderdeel                   | Resultaat | Prestatie |
| Weg         | Weg                         | Weg       | Weg       |
| ----------- | --------------------------- | --------- | --------- |
| Dirk Boon   | wegwedstrijd CP Div 1/2 (m) | 5         | 50:26 s   |
| Dirk Boon   | Tijdrit CP Div 1/2 (m)      | Goud      | 8:37.97 s |

### Zwemmen
| Paralympiër        | Onderdeel                 | Resultaat       | Prestatie |
| ------------------ | ------------------------- | --------------- | --------- |
| Jonas Martens      | 50 m Vrije Slag S9 (m)    | 7               | 27.84 s   |
| Jonas Martens      | 100 m Rugslag S9 (m)      | 4de in de heats | 1:10.57 s |
| Jonas Martens      | 100 m Vrije Slag S9 (m)   | 4de in de heats | 1:02.16 s |
| Sven Decaesstecker | 100 m Rugslag S10 (m)     | 6               | 1:07.83 s |
| Sven Decaesstecker | 100 m Schoolslag SB9 (m)  | 5               | 1:14.12 s |
| Sven Decaesstecker | 200 m Wisselslag SM10 (m) | 6               | 2:24.03 s |
| Wim de Paepe       | 100 m Vrije Slag S9 (m)   | 4de in de heats | 1:01.82 s |
| Wim de Paepe       | 400 m Vrije Slag S9 (m)   | 6               | 4:37.52 s |